# Ernest Bazin (1826-1898)
Pour les articles homonymes, voir Ernest Bazin et Bazin.
Ernest Bazin, né le 22 mai 1826 à Angers (Maine-et-Loire) et mort le 18 janvier 1898 à Paris (17e), est un inventeur, ingénieur et industriel français.

## Biographie
Ernest Joseph Louis Bazin est le fils de Nicolas Bazin et de Renée Anne Legueu, mariés le 28 novembre 1820 à Segré. Il est l'oncle de René Bazin et arrière grand-oncle d'Hervé Bazin, écrivains. Selon Mgr Michel Hervé-Bazin : « Ernest était un garçon plein d'intelligence, de sens de l'observation, hyperactif et turbulent ». À l'âge de 15 ans, son père le fait embarquer comme mousse sur un navire en partance du port de Nantes. Durant une dizaine d'années il sillonne les mers lointaines. Il acquiert des connaissances de toute sorte, géographiques, scientifiques et maritimes.
Il épouse Alphonsine Thérèse Juvenel, le 1er avril 1854, à Nantes.
Personnage illustre de son époque, atypique jusqu'à l'originalité, sa notoriété est mondiale. Entre 1855 et 1898, il a côtoyé le maréchal de Mac Mahon, l'empereur Napoléon III, l'impératrice Eugénie, le roi et la reine de Belgique, ainsi que le grand-duc Constantin de Russie.
Inventeur hors pair et tout à la fois aventurier, après avoir longuement parcouru les mers, quelques décennies plus tard il part deux ans en Espagne à la recherche de l'or des galions de Vigo.
Ses activités industrielles, entre autres les extracteurs Bazin, fabriqués à Nantes, avant même de prouver leur efficacité  sur le canal de Suez, lui permettent de vivre et de financer ses autres recherches.
Ernest Bazin meurt le 18 janvier 1898 à Paris.

## Industriel et inventeur

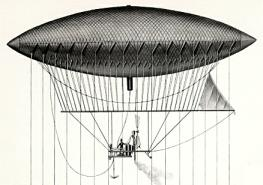
Aérostat d'Henri Giffard (1852).

De retour à Angers, il dépose un premier brevet le 7 juillet 1851 pour une machine aérienne dirigeable, qu’il expérimente à Marans. Visant une possible application sur les aérostats, après avoir inventé un appareil pour régler la force des vents en 1853, il concentre ses recherches sur des applications industrielles puis devient responsable des forages des mines de charbon du bassin de Mons, en Belgique.
Il est le premier à concevoir une charrue électrique puis une machine à rhabiller les meules, un coupe-légumes, une cafetière hydrostatique,, un rasoir à calorique permanent, un appareil à traiter les vignes, un moteur électrique, un fusil électrique et une perforeuse circulaire et tubulaire — améliorée par Germain Sommeiller, ingénieur Italien — qui sert au percement du tunnel du Mont-Cenis. Un lit pneumatique est primé en 1858 à Angers ; il crée une presse à briques, une lampe de sûreté pour les mines,, une sphère rotative à double mouvement, une alarme pour wagon à voyageurs présentée à l’exposition de Nantes en 1861. Un lochomètre automatique est breveté en décembre 1862 pour mesurer la vitesse d’un bateau. Plusieurs modifications vont apparaître dès 1863, avec expérimentation, dont en 1864 sur l'aviso le Bison en présence d'Ernest Bazin. Des constructeurs anglais lui demandent de poursuivre ses expériences en Angleterre. Parmi d'autres inventions, la même année, un ingénieux métier à filer le chanvre et l’aloès attire particulièrement l'attention, et lui vaut la Légion d'honneur, en 1866. La machine file et en même temps bobine ou met directement en écheveaux. On obtient un fil régulier, à plus grande vitesse, sans craindre la rupture du fil. Le brevet de 1868 est revendu vers 1870 à une société de filature angevine.

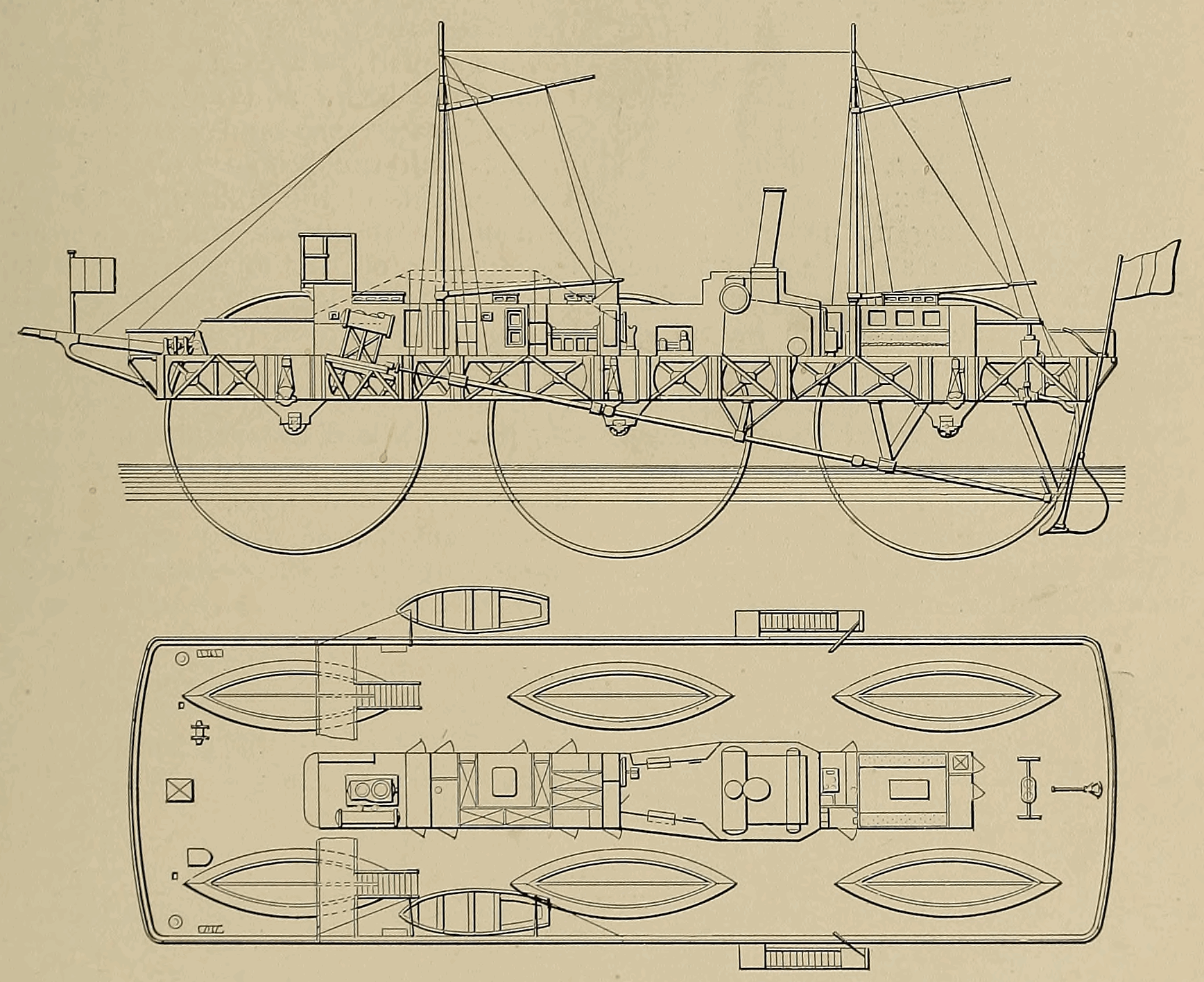
Projet du bateau rouleur Bazin.

Ingénieur prolifique et pourvu d'une imagination inépuisable, on le dit aussi à l'origine de la brouette militaire, d'une laveuse d'or, d'un épervier géant à remonter les épaves, d'une bouée de relevage, d'une lampe sous-marine, associée à des améliorations pour l'utilisation de la cloche à plongeur. En 1865, il invente une tourelle d'acier à hublots comportant des bonbonnes d'oxygène, un des premiers observatoires sous-marins. Captivé par la navigation, en parcourant l’océan Indien, il étudie la locomotion maritime, qui sera sa principale et sa dernière préoccupation.
L'un des objectifs constant de son époque est d'augmenter la vitesse maximale d'un navire, en réduisant la résistance à l'eau. Le moyen le plus évident pour résoudre ce problème est d'extraire la plus grande partie de la coque du bateau de l'eau. Le développement de ces projets a commencé dans les années 1870, bien avant le début de l'élaboration d'un navire « Ernest Bazin ». C'est ainsi encore, au XXIe siècle, que l'on réduit la résistance à l'eau sur les catamarans.
Trente-sept de ses inventions sont déjà recensées et exposées en 1877, à l'Exposition universelle industrielle de Bruxelles.
Le brevet du navire rouleur est déposé le 15 juin 1892. C'est un bateau de 39 mètres de long, d'une capacité prévue initialement pour cent passagers, d'abord équipé de six roues de dix mètres de diamètre. Il est suivi d'un autre prototype à huit disques,.
En 1893, il crée une société par actions baptisée Navire-express-rouleur-Bazin. Mis en construction en juillet 1895 dans les chantiers Cail, à Saint-Denis, l’Ernest-Bazin est lancé sur la Seine, le 19 août 1896. Propulsé par hélice, il est perché à six mètres au-dessus du niveau de l’eau sur une plate-forme supportée par d’énormes roues-flotteurs, actionnées par des moteurs. Le navire doit littéralement rouler sur l’eau, sans glisser, en donnant très peu de frottement, d’où une économie d’énergie pour une vitesse plus importante que celle d’un bateau ordinaire. Le premier essai en mer se fait à partir du Havre. Il devient un sujet récurrent pour la presse française et anglo-saxonne.
Peu avant sa mort il annonce qu'il résout les problèmes avec un nouveau design : le paquebot océanique à quatre disques latéraux. En 1919, l'ingénieur californien A.J. Haskins, puis un autre en 1934, toujours aux États-Unis, présentent une invention assez similaire dans leur principe aux premières ébauches du bateau rouleur d'Ernest Bazin.

## Distinctions
Ernest Bazin est :
- chevalier de la Légion d'honneur par décret du 7 juillet 1866[4] ;
- chevalier de l'Ordre du Christ au Portugal[V 2] ;
- commandeur de l'Ordre d'Isabelle la Catholique en Espagne[V 2] ;
- titulaire d'une médaille d'argent décernée par la commission de la Société angevine, pour l'invention du lit pneumatique d'hôpital en 1858 ;
- titulaire d'une médaille d'or, obtenue à l'exposition nationale de 1864 à Angers[V 6].

## Hommages

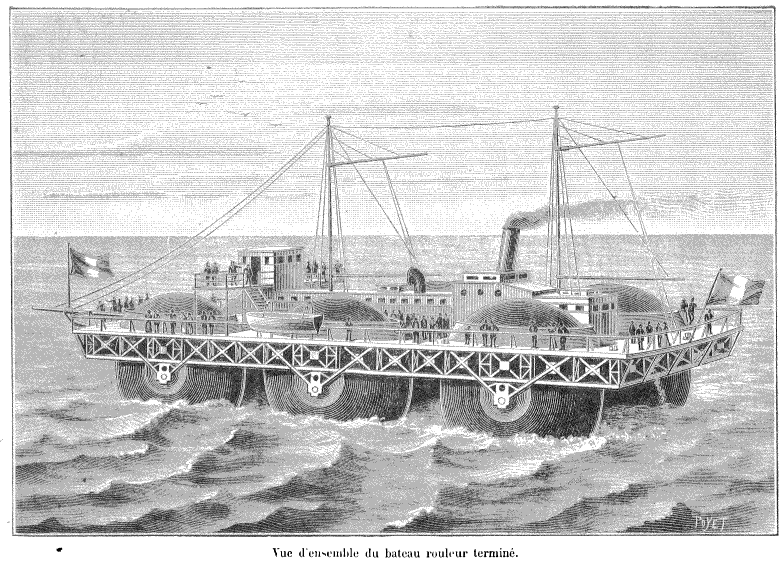
Le navire rouleur Bazin en mer.

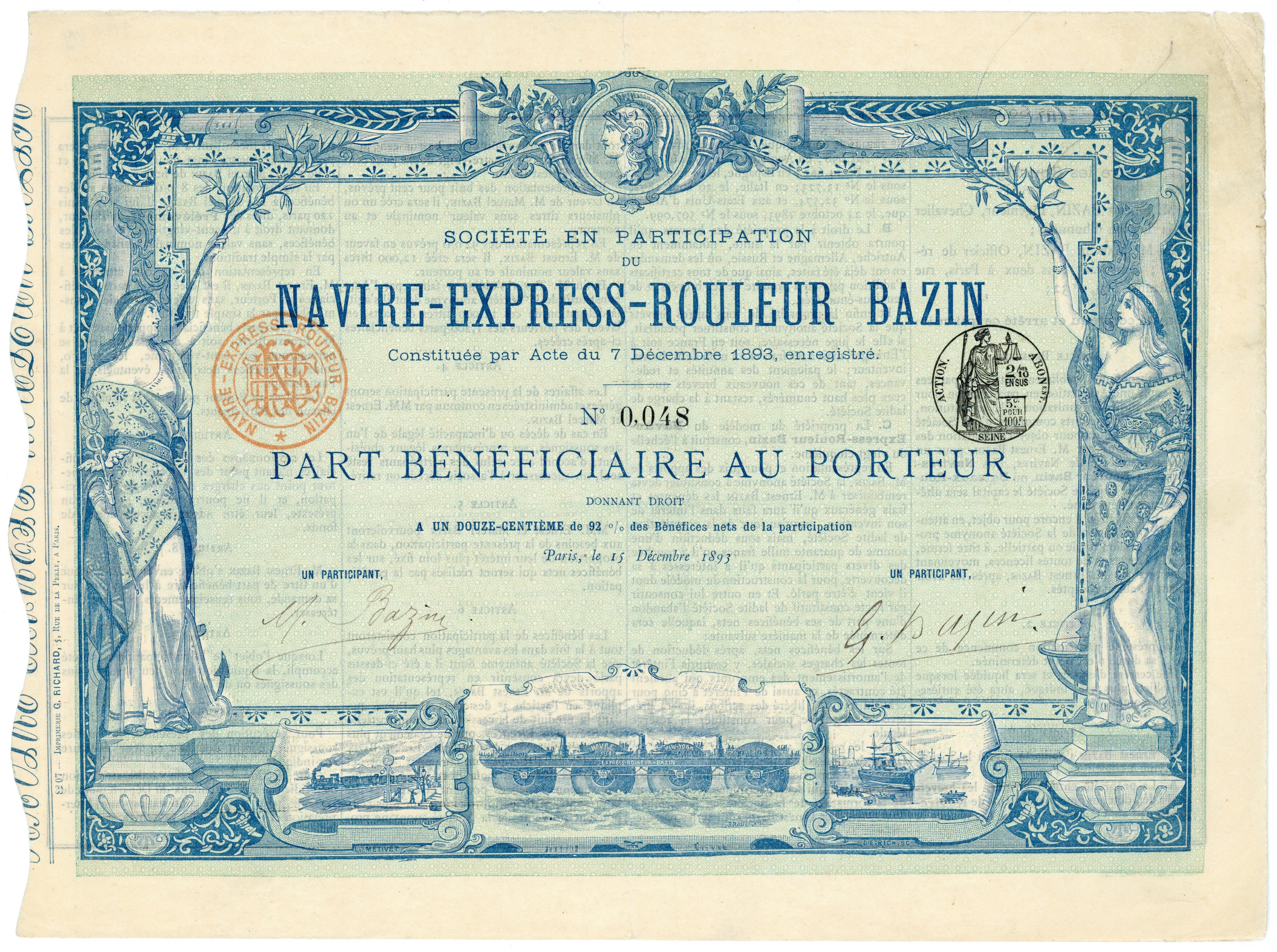
Part bénéficiaire de la société en participation du navire express rouleur Bazin, émise à Paris le 15 décembre 1893, signée en original par l'inventeur Ernest Bazin et par son frère Marcel Bazin. La conception graphique du titre est l'œuvre de l'artiste Lucien Métivet.

Selon Michel Vaissier : « Ernest Bazin n'était pas un homme de plume mais industriel et inventeur, dans le XIXe siècle épris de progrès technique et de nouveauté. Après une jeunesse aventureuse, ce touche-à-tout de génie, parfois appelé Tournesol angevin s'intéressa à une foule de choses, de la conquête de l'air à la navigation en passant par les objets du quotidien et on lui doit de nombreuses inventions, certaines en avance sur son temps, d'autres fort utiles, insolites ou très spectaculaires ».
Dans un article du Monde illustré relatant la visite du grand-duc Constantin de Russie dans les ateliers de Bazin, le journaliste Émile Bourdelin le présente comme « l’un de ces hardis et pacifiques pionniers du progrès, qui luttent sans relâche contre les difficultés que toute idée nouvelle voit se dresser devant elle ».
Selon Sylvain Bertoldi, conservateur en chef des archives d'Angers : « À Angers, il constitue une société pour électrifier les ardoisières ». Les expériences réalisées à la carrière de la Paperie, du 1er au 10 septembre 1863, avec l’aide de l’ingénieur belge Gramme, sont concluantes : « Tout Angers put voir alors l’avenue et le jardin du Mail éclairés la nuit, comme en plein midi, par le rayon éblouissant de l’incandescence électrique, pendant que d’autres, dont nous étions, plongeaient dans l’obscurité du sol pour pénétrer sous la voûte de la Paperie féeriquement illuminée ». Cependant Bazin a les dents trop longues ; ses prétentions financières font capoter l’affaire.
Oscar Colson écrit en 1913 : « Cet esprit curieux, à l'imagination inépuisable et qui sut réaliser en une période de temps assez courte toute une série d'inventions merveilleuses, offrit à Zénobe Gramme, un excellent exemple de ce que peut l'ingéniosité servie par une forte instruction technique ».